# 小林ラジオ中継局
小林ラジオ中継局（こばやしラジオちゅうけいきょく）は、宮崎県小林市に置かれているAMラジオ中継局。なお、正式な中継局名は、NHKで「小林ラジオ放送局」、MRTで「小林ラジオ送信所」であるが、本項では便宜上「小林ラジオ中継局」として記述する。

## 概要
宮崎県西諸（にしもろ）地域の広範囲に電波を発射している。

## 施設概要
| 放送局名    | 放送局名    | コールサイン | 周波数  | 空中線電力 | 放送対象地域 | 放送区域内世帯数 |
| ----------- | ----------- | ------------ | ------- | ---------- | ------------ | ---------------- |
| NHK宮崎     | ラジオ第1   | 無し         | 1026kHz | 100W       | 宮崎県       | -世帯            |
| NHK宮崎     | ラジオ第2   | 無し         | 1539kHz | 100W       | 全国         | -世帯            |
| MRT宮崎放送 | MRT宮崎放送 | 無し         | 936kHz  | 1kW        | 宮崎県       | -世帯            |

## 置局住所
NHK小林ラジオ放送局
宮崎県小林市南西方1867-1（小林総合運動公園の北東）
MRT小林ラジオ送信所
宮崎県小林市南西方2042-1（小林総合運動公園の北）